# Theropatina oussagarai
Theropatina oussagarai är en skalbaggsart som först beskrevs av Thérond 1975.  Theropatina oussagarai ingår i släktet Theropatina och familjen stumpbaggar. Inga underarter finns listade i Catalogue of Life.